# Michael Buscemi
Michael Joseph Buscemi (Brooklyn; 13 de febrero de 1960) es un actor estadounidense, hermano menor del reconocido Steve Buscemi.

## Vida y carrera
El tercero de cuatro hermanos, Buscemi nació en Brooklyn, Nueva York, y asistió a la Valley Stream Central High School en Long Island. Comenzó a actuar en el Lower East Side en los años 1980, más o menos en la misma época que su hermano Steve, y se afianzó como actor durante los años 1990 en la East Village.
En el año 1993 actuó en un cortometraje llamado Happy Hour, desde ese momento ha tenido papeles secundarios en otros cortos y realizaciones de bajo presupuesto, destacándose entre ellas Trees Lounge (1996), Animal Factory (2000) y 13 Moons (2002), en las que también actuó su hermano. En Trees Lounge e Interview, hace el papel del hermano del personaje interpretado por Steve Buscemi, director de ambas producciones. 
Tuvo una breve aparición en un capítulo de la serie de televisión Los Soprano en 1999 y trabajado ocasionalmente en la serie Nurse Jackie, dirigida por su hermano, interpretando a un psicótico que cree ser Dios. Además participó en dos películas cómicas junto a Adam Sandler: haciendo de bombero en I Now Pronounce You Chuck and Larry y Blended.
En 2012 presentó el cortometraje titulado B61 en el Festival de cine de Tribeca, escrito, dirigido y protagonizado por él mismo.

## Filmografía

### Cine
- You Are So Not Invited To My Bat Mitzvah (2023)
- Blackout (2023)
- Duo (cortometraje) (2020)
- Hey! Aren't You Garrett Crest? (2019)
- Smothered by Mothers (2019)
- Abnormal Attraction (2018)
- MGMT: Me and Michael (cortometraje) (2018)
- The Pros of Cons (telefilme) (2017)
- The Holdouts (2017) (telefilme)
- The Girl Who Invented Kissing (2017)
- The Karma Club (2016)
- Time Out of Mind (2014)
- Blended (2014)
- B61 (2012) (cortometraje)
- Being Flynn (2012)
- Sarina's Song (2011) (cortometraje)
- Mauselehome Sweet Home (2010) (cortometraje)
- Two Birds (2010) (cortometraje)
- Yes, Virginia (2009) (cortometraje, telefilme) (voz)
- Dos C (2009) (cortometraje)
- Veneer (2008) (cortometraje)
- Japan (2008)
- Anamorph (2007)
- I Now Pronounce You Chuck & Larry (2007)
- Interview (2007)
- The Collection (2005)
- Searching for Bobby D (2005)
- Lonesome Jim (2005)
- Personal Sergeant (2004)
- Replay (2003) (voz)
- Five Years (2002)
- 13 Moons (2002)
- Reveille (2001) (cortometraje)
- Acts of Worship (2001)
- Margarita Happy Hour (2001)
- Happy Accidents (2000)
- Animal Factory (2000)
- Cross-Eyed (1999)
- Habit (1997)
- Trees Lounge (1996)
- Black Kites (1996) (cortometraje)
- Café Babel (1995) (cortometraje)
- Dawg (1995) (cortometraje)[9]
- River of Grass (1994)
- Happy Hour (1993) (cortometraje)
- The Gun Is Loaded (1989) (cortometraje)

### Televisión
- Beyond Belief: Fact or Fiction (un episodio, 2023)
- Gotham (un episodio, 2017)
- The Night Of (2 episodios, 2016)
- Park Bench with Steve Buscemi (18 episodios, 2014-2015)
- Nurse Jackie (8 episodios, 2009-2015)
- Orange Is the New Black (un episodio, 2015)
- Mr. Robot (un episodio, 2015)
- Blue Bloods (un episodio, 2014)
- Sex and the City (un episodio, 2002)
- The Job (un episodio, 2002)
- Los Soprano (un episodio, 1999)
- New York Undercover (un episodio, 1998)